# Lédergues
Pour les articles homonymes, voir Milhas.
Lédergues est une commune française située dans le département de l'Aveyron, en région Occitanie.

## Géographie

### Localisation
Située dans le sud-ouest du département de l'Aveyron, la commune est limitrophe du Tarn.
À l'intersection des routes départementales (RD) 63 et 263, le bourg de Lédergues est situé, en distances orthodromiques, 23 kilomètres à l'est-nord-est de Carmaux et 30 kilomètres au sud de Rodez.
La commune est également desservie par la RD 10.

### Communes limitrophes
Lédergues est limitrophe de six autres communes dont deux dans le département du Tarn. Au nord, son territoire est distant de 600 mètres de celui de Meljac.
| Saint-Just-sur-Viaur     | Rullac-Saint-Cirq  |                    |
| Lédas-et-Penthiès (Tarn) | Lédergues          | La Selve           |
|                          | Faussergues (Tarn) | Saint-Jean-Delnous |

### Géologie et relief
La commune de Lédergues est située dans la partie sud-ouest du Massif central.
L'altitude minimale, 331 mètres, se trouve localisée dans le nord-ouest, là où le Giffou quitte la commune et entre sur celle de Saint-Just-sur-Viaur. L'altitude maximale avec 542 ou 544 mètres est située dans le sud, à l'est du lieu-dit le Ségayrenq.

### Hydrographie

#### Réseau hydrographique

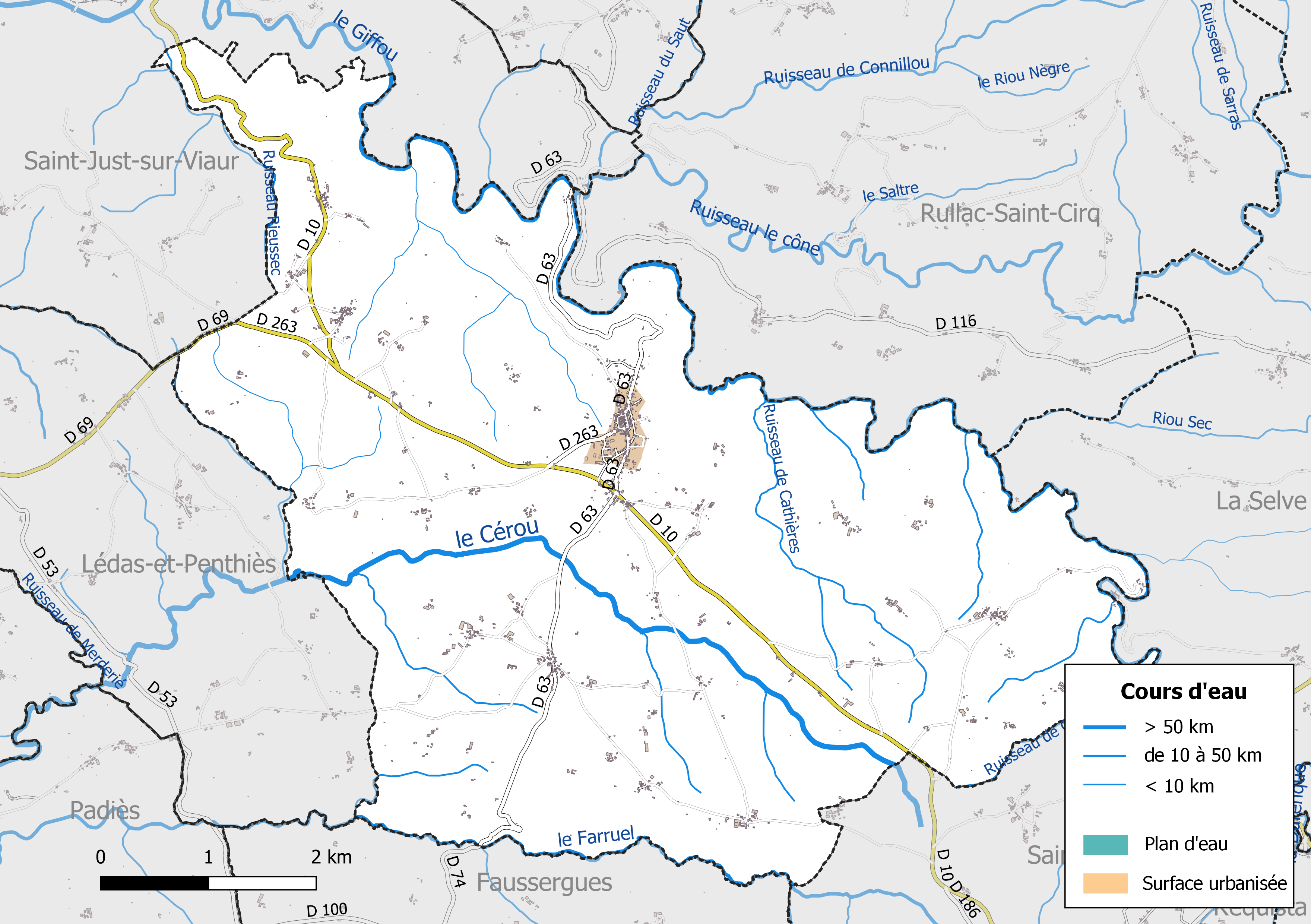
Réseaux hydrographique et routier de Lédergues.

La commune est drainée par le Cérou, le Giffou, le Farruel, le ruisseau de Cadoule, le ruisseau de Cathières, le ruisseau Rieussec et par divers petits cours d'eau.
Le Giffou, d'une longueur totale de 46,2 km, prend sa source dans la commune de Villefranche-de-Panat et se jette  dans le Céor à Saint-Just-sur-Viaur, après avoir arrosé 9 communes. Formant de nombreux méandres, il borde le territoire communal sur plus de quinze kilomètres de l'est au nord-ouest.
Le Cérou, d'une longueur totale de 87,1 km, prend sa source dans la commune de Saint-Jean-Delnous et se jette  dans l'Aveyron à Milhars (81), après avoir arrosé 23 communes. Il arrose le sud de la commune sur sept kilomètres du sud-est à l'ouest.
Son affluent le Farruel, d'une longueur totale de 12,5 km, prend sa source dans la commune de Saint-Jean-Delnous et se jette  dans le Cérou à Padiès (81), après avoir arrosé 5 communes. Il marque la limite communale et départementale au sud sur cinq kilomètres.

#### Gestion des cours d'eau
Afin d’atteindre le bon état des eaux imposé par la Directive-cadre sur l'eau du 23 octobre 2000, plusieurs outils de gestion intégrée s’articulent à différentes échelles pour définir et mettre en œuvre un programme d’actions de réhabilitation et de gestion des milieux aquatiques : le SDAGE (Schéma directeur d'aménagement et de gestion des eaux), à l’échelle du bassin hydrographique, et le SAGE (Schéma d'aménagement et de gestion des eaux), à l’échelle locale. Ce dernier fixe les objectifs généraux d’utilisation, de mise en valeur et de protection quantitative et qualitative des ressources en eau superficielle et souterraine. Trois SAGE sont mis en oeuvre dans le département de l'Aveyron.
La commune fait partie du SAGE du bassin versant du Viaur, approuvé le 28 mars 2018, au sein du SDAGE Adour-Garonne. Le périmètre de ce SAGE couvre 89 communes, sur trois départements (Aveyron, Tarn et Tarn-et-Garonne),. Le pilotage et l’animation du SAGE sont assurés par l’établissement public d'aménagement et de gestion des eaux (EPAGE) du bassin du Viaur, une structure qui regroupe les établissements publics de coopération intercommunale à fiscalité propre (EPCI-FP) dont le territoire est inclus (en totalité ou partiellement) dans le bassin hydrographique du Viaur et les structures gestionnaires de l’alimentation en eau potable des populations et qui disposent d’une ressource sur le bassin versant du Viaur. Il correspond à l’ancien syndicat mixte du Bassin versant du Viaur,.

### Climat
Pour des articles plus généraux, voir Climat de l'Occitanie et Climat de l'Aveyron.
En 2010, le climat de la commune est de type climat océanique altéré, selon une étude s'appuyant sur une série de données couvrant la période 1971-2000. En 2020, Météo-France publie une typologie des climats de la France métropolitaine dans laquelle la commune est dans une zone de transition entre le climat océanique altéré et le climat de montagne et est dans la région climatique Sud-est du Massif Central, caractérisée par une pluviométrie annuelle de 1 000 à 1 500 mm, minimale en été, maximale en automne.
Pour la période 1971-2000, la température annuelle moyenne est de 11,4 °C, avec une amplitude thermique annuelle de 15,5 °C. Le cumul annuel moyen de précipitations est de 980 mm, avec 11 jours de précipitations en janvier et 6,3 jours en juillet. Pour la période 1991-2020, la température moyenne annuelle observée sur la station météorologique la plus proche, située sur la commune de Tanus à 10 km à vol d'oiseau, est de 12,1 °C et le cumul annuel moyen de précipitations est de 866,6 mm,. Pour l'avenir, les paramètres climatiques de la commune estimés pour 2050 selon différents scénarios d'émission de gaz à effet de serre sont consultables sur un site dédié publié par Météo-France en novembre 2022.

### Milieux naturels et biodiversité

#### Sites Natura 2000

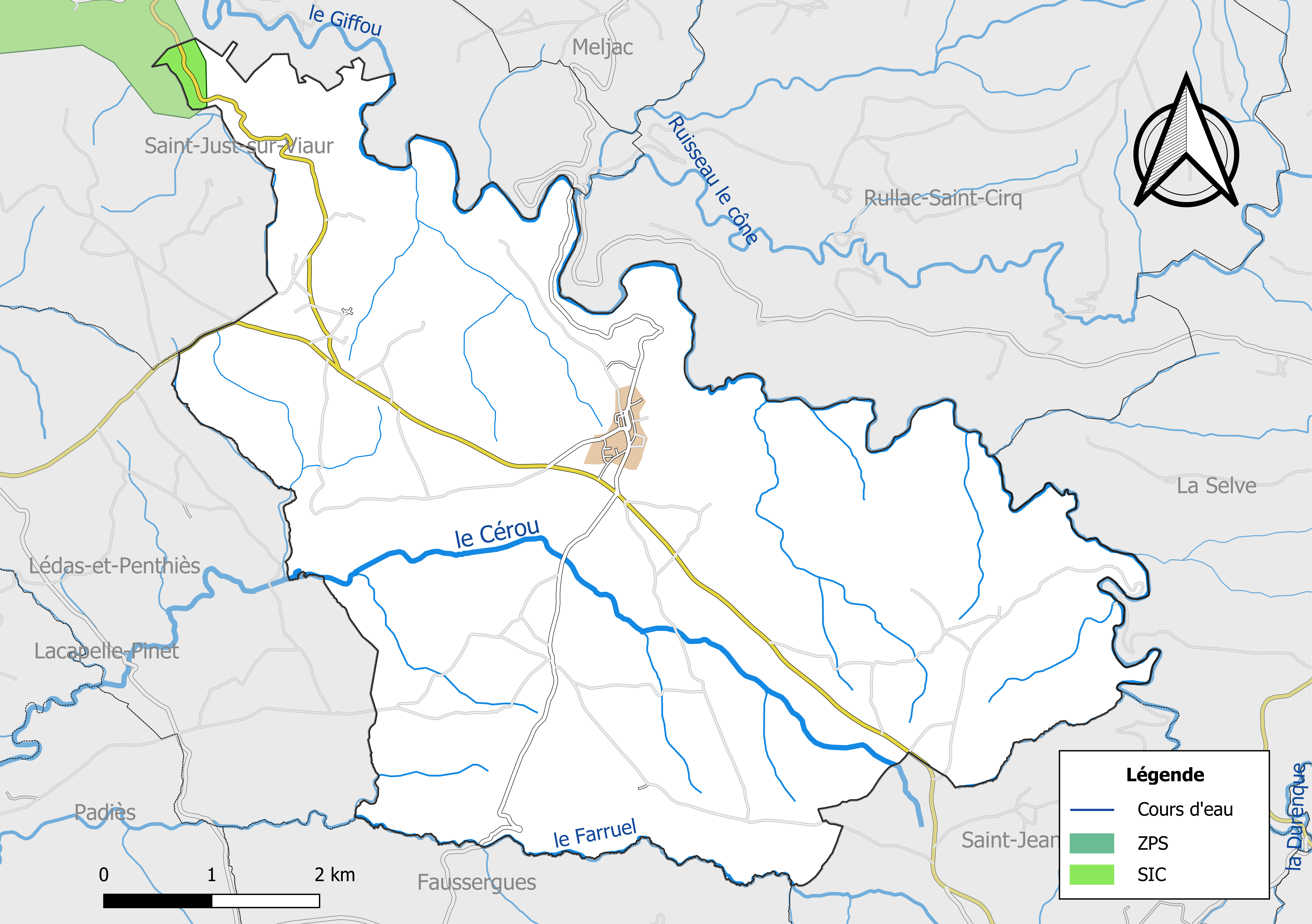
Sites Natura 2000 sur le territoire communal.

Le réseau Natura 2000 est un réseau écologique européen de sites naturels d’intérêt écologique élaboré à partir des Directives « Habitats » et « Oiseaux ». Ce réseau est constitué de Zones spéciales de conservation (ZSC) et de Zones de protection spéciale (ZPS). Dans les zones de ce réseau, les États Membres s'engagent à maintenir dans un état de conservation favorable les types d'habitats et d'espèces concernés, par le biais de mesures réglementaires, administratives ou contractuelles.
Un site Natura 2000 a été défini sur la commune au titre de la « directive Habitats » : 
Les « Vallées du Tarn, de l'Aveyron, du Viaur, de l'Agout et du Gijou », d'une superficie de 17 144 ha, s'étendent sur 136 communes dont 41 dans l'Aveyron, 8 en Haute-Garonne, 50 dans le Tarn et 37 dans le Tarn-et-Garonne. Elles présentent une très grande diversité d'habitats et d'espèces dans ce vaste réseau de cours d'eau et de gorges. La présence de la Loutre d'Europe et de la moule perlière d'eau douce est également d'un intérêt majeur.

#### Zones naturelles d'intérêt écologique, faunistique et floristique

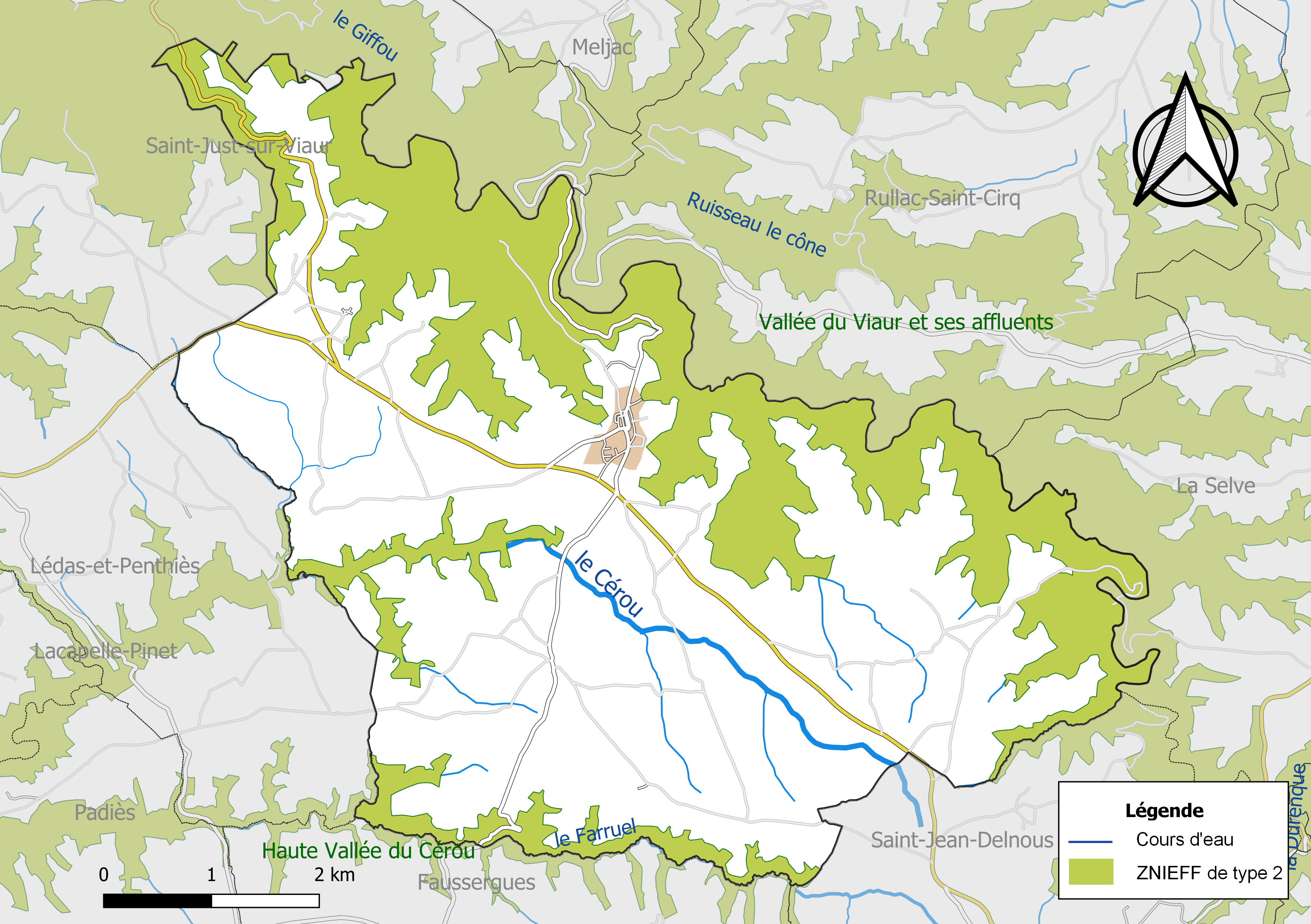
Carte des ZNIEFF de type 2 localisées sur la commune.

L’inventaire des zones naturelles d'intérêt écologique, faunistique et floristique (ZNIEFF) a pour objectif de réaliser une couverture des zones les plus intéressantes sur le plan écologique, essentiellement dans la perspective d’améliorer la connaissance du patrimoine naturel national et de fournir aux différents décideurs un outil d’aide à la prise en compte de l’environnement dans l’aménagement du territoire.
Le territoire communal de Lédergues comprend deux ZNIEFF de type 2, : 
- la « Haute Vallée du Cérou » (3 007 ha), qui s'étend sur 13 communes dont 2 dans l'Aveyron et 11 dans le Tarn[22];
- la « Vallée du Viaur et ses affluents » (27 587 ha), qui s'étend sur 56 communes dont 45 dans l'Aveyron, 10 dans le Tarn et 1 dans le Tarn-et-Garonne[23].

## Urbanisme

### Typologie
Au 1er janvier 2024, Lédergues est catégorisée commune rurale à habitat très dispersé, selon la nouvelle grille communale de densité à sept niveaux définie par l'Insee en 2022.
Elle est située hors unité urbaine et hors attraction des villes,.

### Occupation des sols

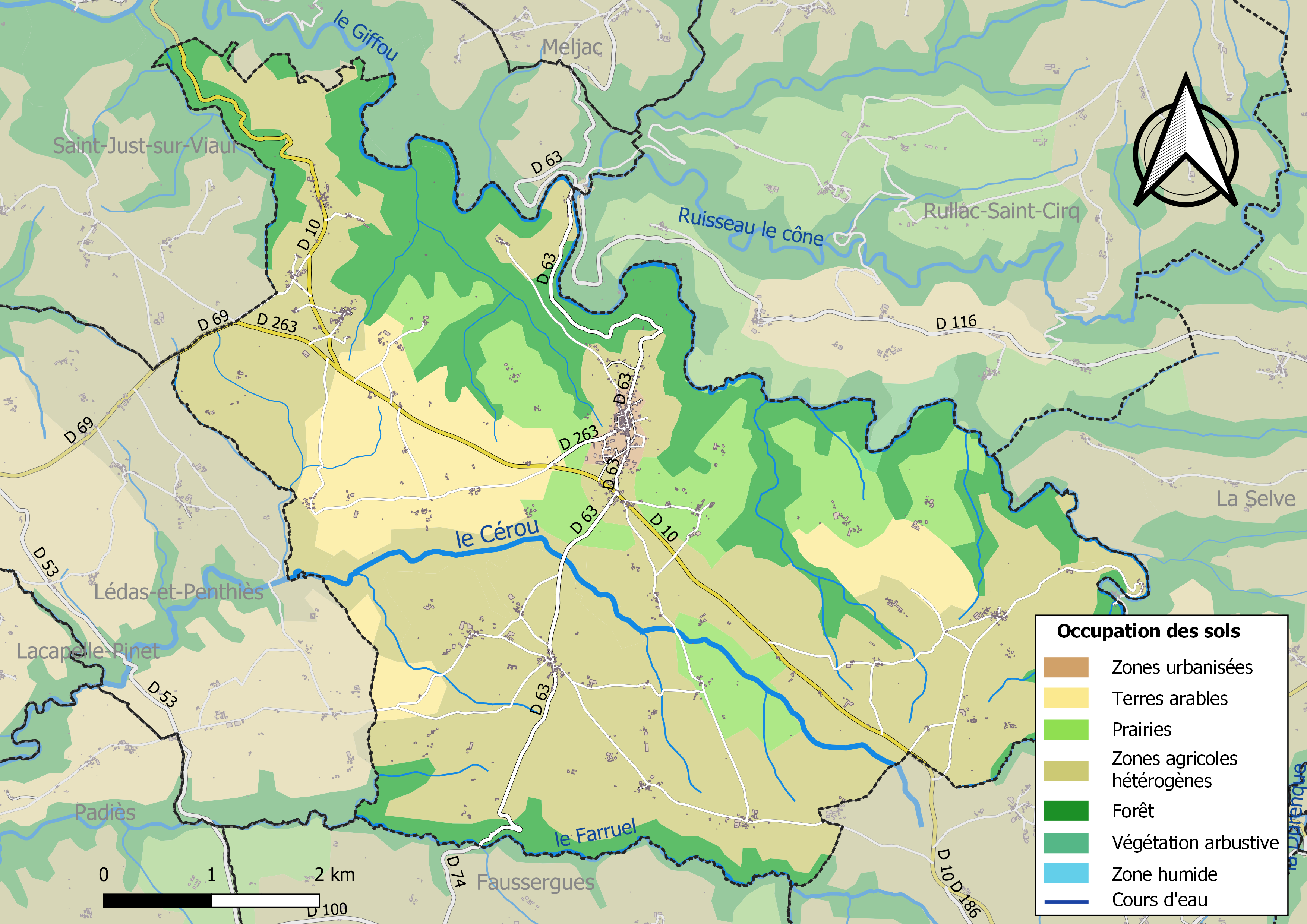
Infrastructures et occupation des sols de la commune de Lédergues.

L'occupation des sols de la commune, telle qu'elle ressort de la base de données européenne d’occupation biophysique des sols Corine Land Cover (CLC), est marquée par l'importance des territoires agricoles (76,9 % en 2018), une proportion sensiblement équivalente à celle de 1990 (76,4 %). La répartition détaillée en 2018 est la suivante : 
zones agricoles hétérogènes (52,4 %), forêts (22,4 %), prairies (12,4 %), terres arables (12,1 %), zones urbanisées (0,7 %).

### Planification
La commune disposait en 2017 d'une carte communale approuvée et un plan local d'urbanisme était en élaboration.

### Risques majeurs
Le territoire de la commune de Lédergues est vulnérable à différents aléas naturels : inondations, climatiques (hiver exceptionnel ou canicule), feux de forêts et séisme (sismicité très faible).
Il est également exposé à un risque particulier, le risque radon,.

#### Risques naturels

Zones inondables de la commune de Lédergues.

Certaines parties du territoire communal sont susceptibles d’être affectées par le risque d’inondation par débordement du Cérou. Les dernières grandes crues historiques, ayant touché plusieurs parties du département, remontent aux 3 et 4 décembre 2003 (dans les bassins du Lot, de l'Aveyron, du Viaur et du Tarn) et au 28 novembre 2014 (bassins de la Sorgues et du Dourdou). Ce risque est pris en compte dans l'aménagement du territoire de la commune par le biais du Plan de prévention du risque inondation (PPRI) Céor-Giffou, approuvé le 9 février 2016.
Le Plan départemental de protection des forêts contre les incendies découpe le département de l’Aveyron en sept « bassins de risque » et définit une sensibilité des communes à l’aléa feux de forêt (de faible à très forte). La commune est classée en sensibilité faible.
Les mouvements de terrains susceptibles de se produire sur la commune sont liés au retrait-gonflement des argiles, conséquence d'un changement d'humidité des sols argileux. Les argiles sont capables de fixer l'eau disponible mais aussi de la perdre en se rétractant en cas de sécheresse. Ce phénomène peut provoquer des dégâts très importants sur les constructions (fissures, déformations des ouvertures) pouvant rendre inhabitables certains locaux. La carte de zonage de cet aléa peut être consultée sur le site de l'observatoire national des risques naturels Georisques

#### Risque particulier
Dans plusieurs parties du territoire national, le radon, accumulé dans certains logements ou autres locaux, peut constituer une source significative d’exposition de la population aux rayonnements ionisants. Toutes les communes du département sont concernées par le risque radon à un niveau plus ou moins élevé. Selon le dossier départemental des risques majeurs du département établi en 2013, la commune de Lédergues est classée à risque moyen à élevé. Un décret du 4 juin 2018 a modifié la terminologie du zonage définie dans le code de la santé publique et a été complété par un arrêté du 27 juin 2018 portant délimitation des zones à potentiel radon du territoire français. La commune est désormais en zone 3, à savoir zone à potentiel radon significatif.

## Histoire
En 1832, les communes de Cathières, Falguières, Lentin et Milhas fusionnent avec Lédergues. En 1874, Lédergues et Réquista cèdent une partie de leurs territoires, formant ainsi la commune de Saint-Jean-Delnous.

## Politique et administration

### Découpage territorial
La commune de Lédergues est membre de la communauté de communes du Réquistanais, un établissement public de coopération intercommunale (EPCI) à fiscalité propre créé le 20 mars 2000 dont le siège est à Réquista. Ce dernier est par ailleurs membre d'autres groupements intercommunaux.
Sur le plan administratif, elle est rattachée à l'arrondissement de Millau, au département de l'Aveyron et à la région Occitanie. Sur le plan électoral, elle dépend du  canton des Monts du Réquistanais pour l'élection des conseillers départementaux, depuis le redécoupage cantonal de 2014 entré en vigueur en 2015, et de la troisième circonscription de l'Aveyron  pour les élections législatives, depuis le dernier découpage électoral de 2010.

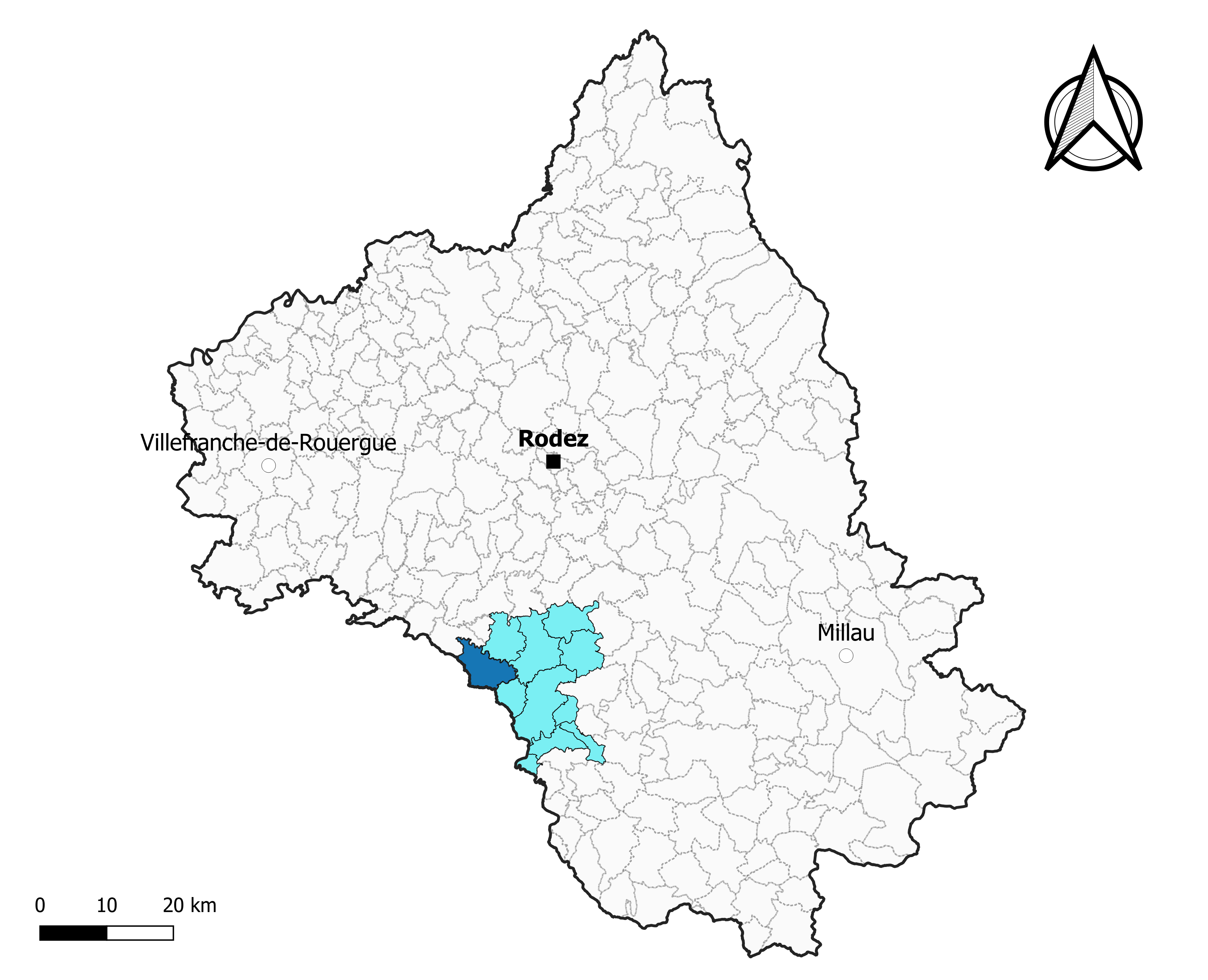
Lédergues dans l'intercommunalité en 2020.
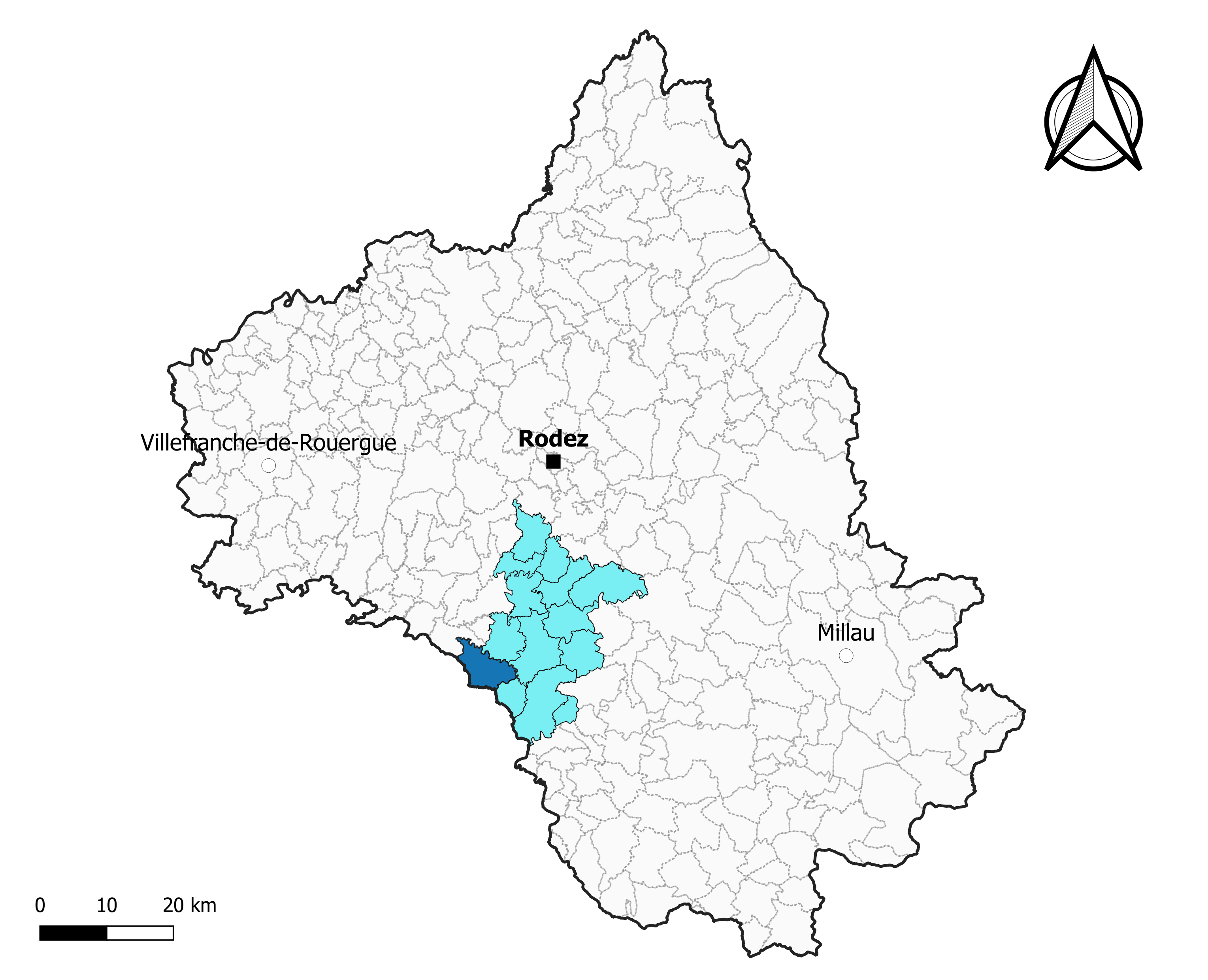
Lédergues dans le canton des Monts du Réquistanais en 2020.
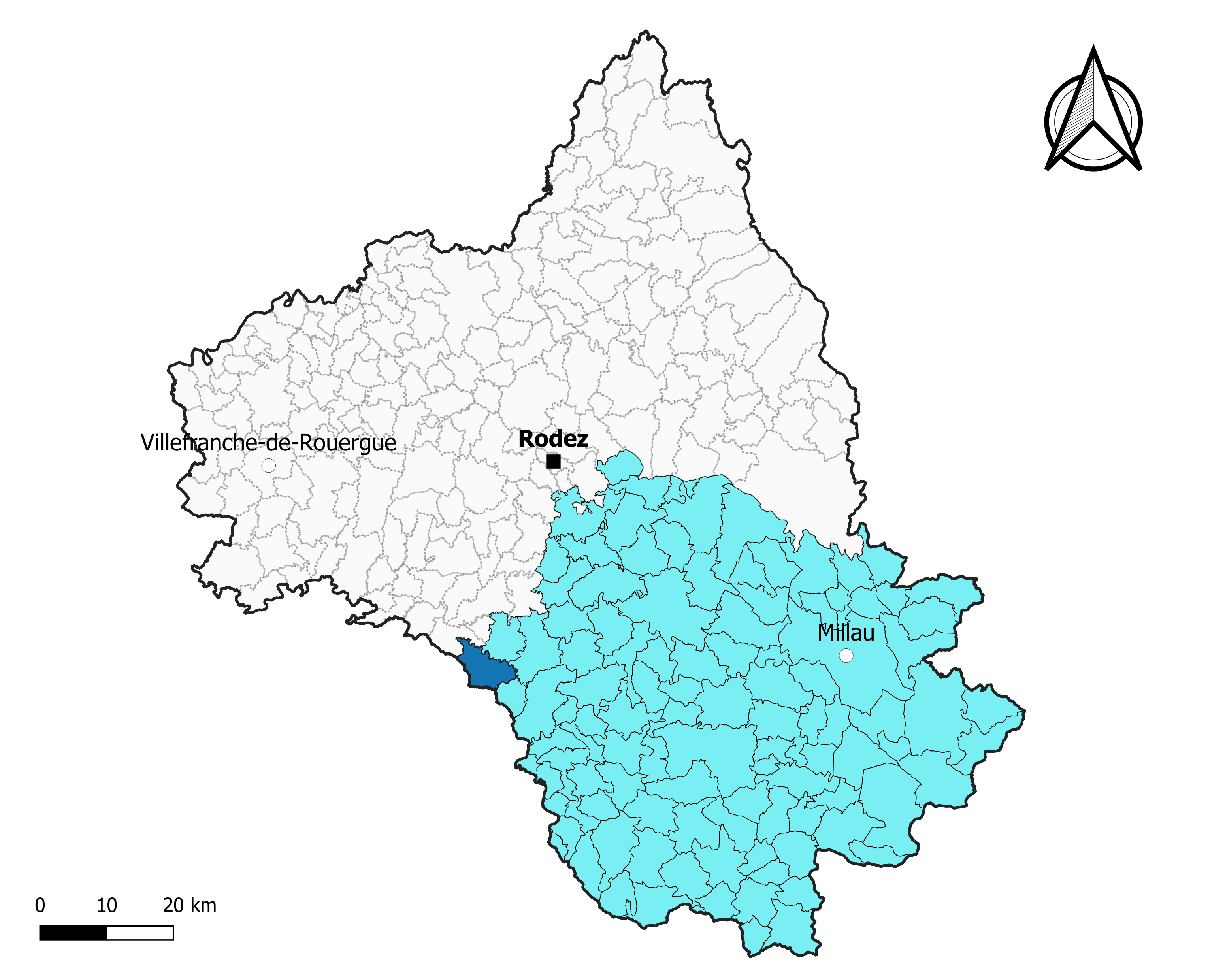
Lédergues dans l'arrondissement de Millau en 2020.

### Élections municipales et communautaires

#### Élections de 2020
Le conseil municipal de Lédergues, commune de moins de 1 000 habitants, est élu au scrutin majoritaire plurinominal à deux tours avec candidatures isolées ou groupées et possibilité de panachage. Compte tenu de la population communale, le nombre de sièges à pourvoir lors des élections municipales de 2020 est de 15. Sur les trente candidats en lice, quatorze  sont élus dès le premier tour, le 15 mars 2020, avec un taux de participation de 84,1 %. Le dernier  conseiller restant à élire est élu au second tour, qui se tient le 28 juin 2020 du fait de la pandémie de Covid-19, avec un taux de participation de 37,55 %.
Patrice Panis, maire sortant, est réélu pour un nouveau mandat le 5 juillet 2020.
Dans les communes de moins de 1 000 habitants, les conseillers communautaires sont désignés parmi les conseillers municipaux élus en suivant l’ordre du tableau (maire, adjoints puis conseillers municipaux) et dans la limite du nombre de sièges attribués à la commune au sein du conseil communautaire. Trois sièges sont attribués à la commune au sein de la communauté de communes du Réquistanais.

#### Liste des maires
| Période                                  | Période  | Identité             | Étiquette                   | Qualité                                        |
| ---------------------------------------- | -------- | -------------------- | --------------------------- | ---------------------------------------------- |
| Les données manquantes sont à compléter. |          |                      |                             |                                                |
|                                          |          |                      |                             |                                                |
| 1995                                     | 2014     | Jean-Claude Gintrand |                             | Instituteur                                    |
| mars 2014 (réélu en juillet 2020)        | En cours | Patrice Panis,       | UDI puis LREM puis Horizons | Cadre administratif et commercial d'entreprise |

## Démographie
L'évolution du nombre d'habitants est connue à travers les recensements de la population effectués dans la commune depuis 1793. Pour les communes de moins de 10 000 habitants, une enquête de recensement portant sur toute la population est réalisée tous les cinq ans, les populations de référence des années intermédiaires étant quant à elles estimées par interpolation ou extrapolation. Pour la commune, le premier recensement exhaustif entrant dans le cadre du nouveau dispositif a été réalisé en 2007.

En 2022, la commune comptait 664 habitants, en évolution de −0,45 % par rapport à 2016 (Aveyron : +0,37 %, France hors Mayotte : +2,11 %).
| 1793 | 1800 | 1806  | 1821  | 1831  | 1836  | 1841  | 1846  | 1851  |
| ---- | ---- | ----- | ----- | ----- | ----- | ----- | ----- | ----- |
| 492  | 485  | 2 450 | 2 753 | 2 250 | 1 797 | 1 920 | 1 973 | 1 949 |

| 1856  | 1861  | 1866  | 1872  | 1876  | 1881  | 1886  | 1891  | 1896  |
| ----- | ----- | ----- | ----- | ----- | ----- | ----- | ----- | ----- |
| 1 901 | 1 987 | 2 008 | 2 047 | 1 984 | 1 986 | 1 997 | 2 377 | 2 270 |

| 1901  | 1906  | 1911  | 1921  | 1926  | 1931  | 1936  | 1946  | 1954  |
| ----- | ----- | ----- | ----- | ----- | ----- | ----- | ----- | ----- |
| 2 265 | 2 235 | 2 173 | 1 659 | 1 609 | 1 593 | 1 526 | 1 386 | 1 241 |

| 1962  | 1968  | 1975 | 1982 | 1990 | 1999 | 2006 | 2007 | 2012 |
| ----- | ----- | ---- | ---- | ---- | ---- | ---- | ---- | ---- |
| 1 175 | 1 049 | 960  | 862  | 746  | 683  | 699  | 701  | 704  |

| 2017 | 2022 | - | - | - | - | - | - | - |
| ---- | ---- | - | - | - | - | - | - | - |
| 644  | 664  | - | - | - | - | - | - | - |

## Économie

### Revenus
En 2018  (données Insee publiées en septembre 2021), la commune compte 312 ménages fiscaux, regroupant 652 personnes. La médiane du revenu disponible par unité de consommation est de 21 120 € (20 640 € dans le département).

### Emploi
| Division       | 2008  | 2013  | 2018  |
| -------------- | ----- | ----- | ----- |
| Commune        | 4,1 % | 4,8 % | 6,3 % |
| Département    | 5,4 % | 7,1 % | 7,1 % |
| France entière | 8,3 % | 10 %  | 10 %  |

En 2018, la population âgée de 15 à 64 ans s'élève à 332 personnes, parmi lesquelles on compte 76,6 % d'actifs (70,3 % ayant un emploi et 6,3 % de chômeurs) et 23,4 % d'inactifs,. Depuis 2008, le taux de chômage communal (au sens du recensement) des 15-64 ans est inférieur à celui de la France et du département.
La commune est hors attraction des villes,. Elle compte 185 emplois en 2018, contre 187 en 2013 et 186 en 2008. Le nombre d'actifs ayant un emploi résidant dans la commune est de 236, soit un indicateur de concentration d'emploi de 78,2 % et un taux d'activité parmi les 15 ans ou plus de 46 %.
Sur ces 236 actifs de 15 ans ou plus ayant un emploi, 130 travaillent dans la commune, soit 55 % des habitants. Pour se rendre au travail, 70,3 % des habitants utilisent un véhicule personnel ou de fonction à quatre roues, 10 % s'y rendent en deux-roues, à vélo ou à pied et 19,7 % n'ont pas besoin de transport (travail au domicile).

### Activités hors agriculture
58 établissements sont implantés  à Lédergues au 31 décembre 2019. Le tableau ci-dessous en détaille le nombre par secteur d'activité et compare les ratios avec ceux du département,.
| Secteur d'activité                                                                                        | Commune | Commune | Département |
| Secteur d'activité                                                                                        | Nombre  | %       | %           |
| --- | ------- | ------- | ----------- |
| Ensemble                                                                                                  | 58      | 100 %   | (100 %)     |
| Industrie manufacturière, industries extractives et autres                                                | 16      | 27,6 %  | (17,7 %)    |
| Construction                                                                                              | 5       | 8,6 %   | (13 %)      |
| Commerce de gros et de détail, transports, hébergement et restauration                                    | 13      | 22,4 %  | (27,5 %)    |
| Information et communication                                                                              | 1       | 1,7 %   | (1,5 %)     |
| Activités financières et d'assurance                                                                      | 1       | 1,7 %   | (3,4 %)     |
| Activités immobilières                                                                                    | 6       | 10,3 %  | (4,2 %)     |
| Activités spécialisées, scientifiques et techniques et activités de services administratifs et de soutien | 2       | 3,4 %   | (12,4 %)    |
| Administration publique, enseignement, santé humaine et action sociale                                    | 13      | 22,4 %  | (12,7 %)    |
| Autres activités de services                                                                              | 1       | 1,7 %   | (7,8 %)     |

Le secteur de l'industrie manufacturière, des industries extractives et autres est prépondérant sur la commune puisqu'il représente 27,6 % du nombre total d'établissements de la commune (16 sur les 58 entreprises implantées  à Lédergues), contre 17,7 % au niveau départemental.

### Agriculture
La commune est dans le Segala, une petite région agricole occupant l'ouest du département de l'Aveyron. En 2020, l'orientation technico-économique de l'agriculture  sur la commune est l'élevage d'ovins ou de caprins.
|               | 1988  | 2000  | 2010  | 2020  |
| ------------- | ----- | ----- | ----- | ----- |
| Exploitations | 104   | 73    | 71    | 55    |
| SAU (ha)      | 2 595 | 2 622 | 2 968 | 2 818 |

Le nombre d'exploitations agricoles en activité et ayant leur siège dans la commune est passé de 104 lors du recensement agricole de 1988  à 73 en 2000 puis à 71 en 2010 et enfin à 55 en 2020, soit une baisse de 47 % en 32 ans. Le même mouvement est observé à l'échelle du département qui a perdu pendant cette période 51 % de ses exploitations,. La surface agricole utilisée sur la commune a quant à elle augmenté, passant de 2 595 ha en 1988 à 2 818 ha en 2020. Parallèlement la surface agricole utilisée moyenne par exploitation a augmenté, passant de 25 à 51 ha.

## Culture locale et patrimoine

### Lieux et monuments
Le territoire de l'actuelle commune correspond à la fusion de quatre anciennes communes (Cathières, Falguières, Lentin et Milhas) avec Lédergues. La commune compte encore quatre édifices religieux :
- L'église Saint-Martin de Lédergues,
- L'église Saint-Laurent de Falguières,
- L'église Saint-Amans de Lentin,
- La chapelle des Vialettes.

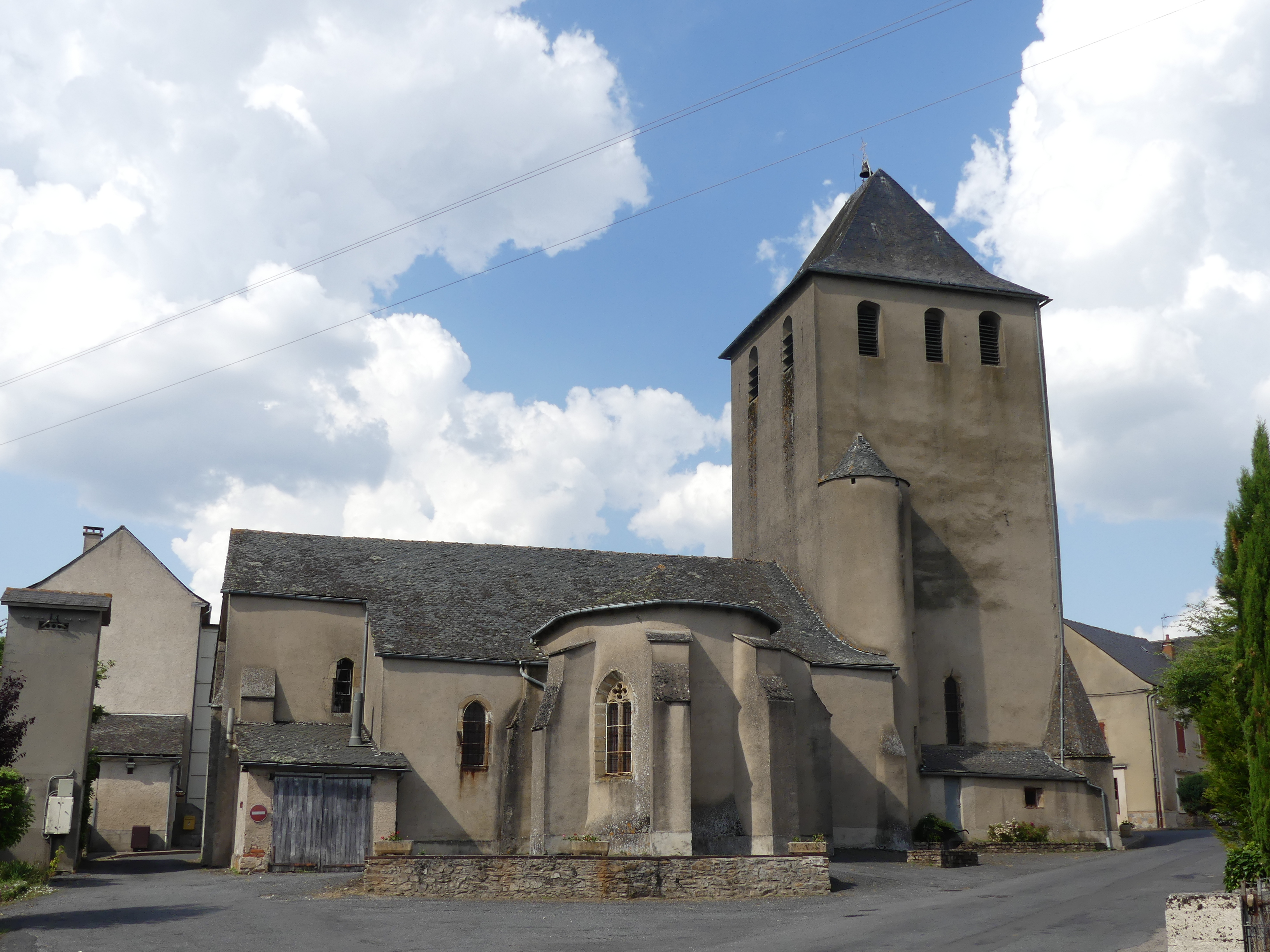
L'église Saint-Martin de Lédergues.
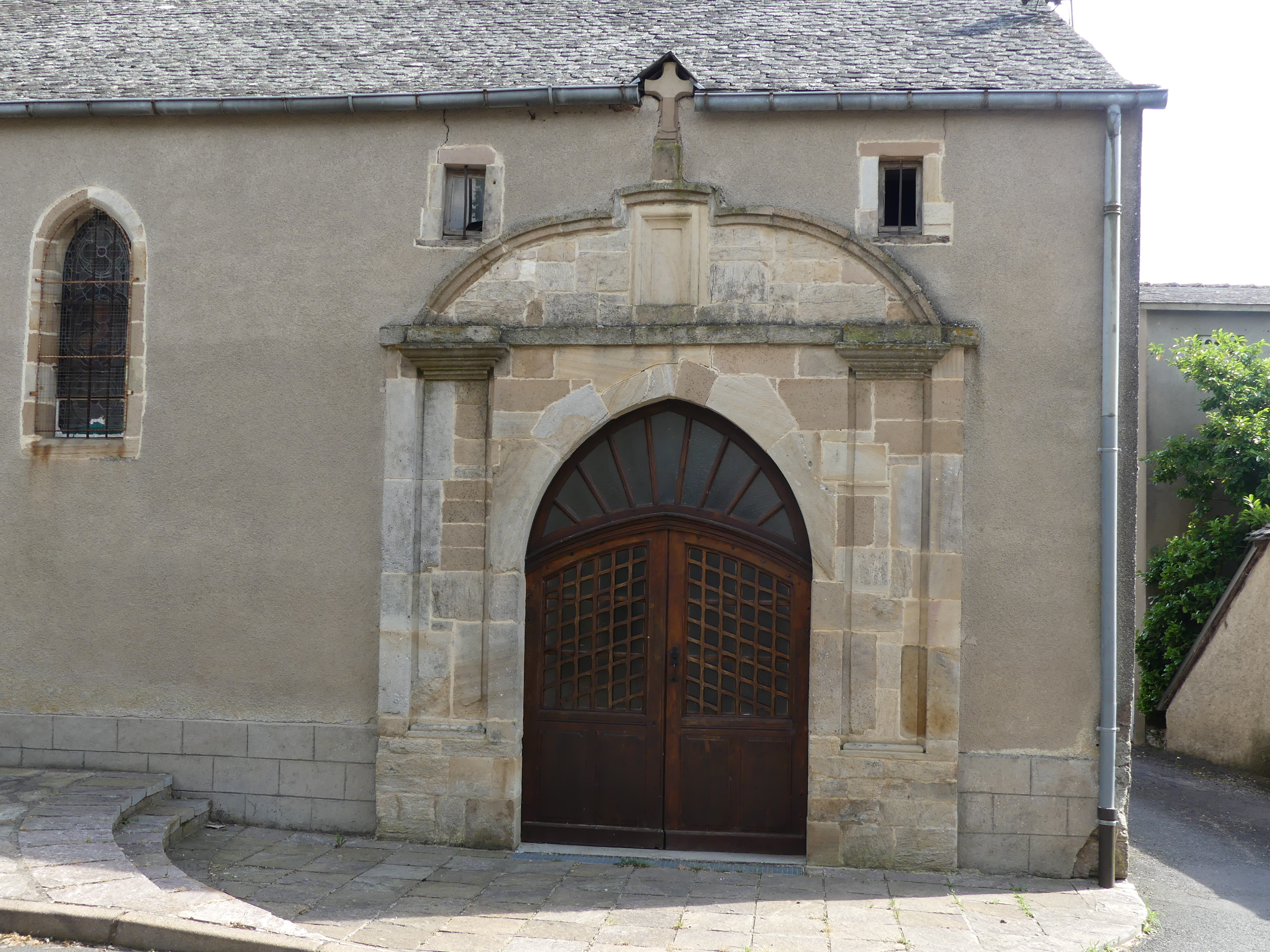
Son portail.
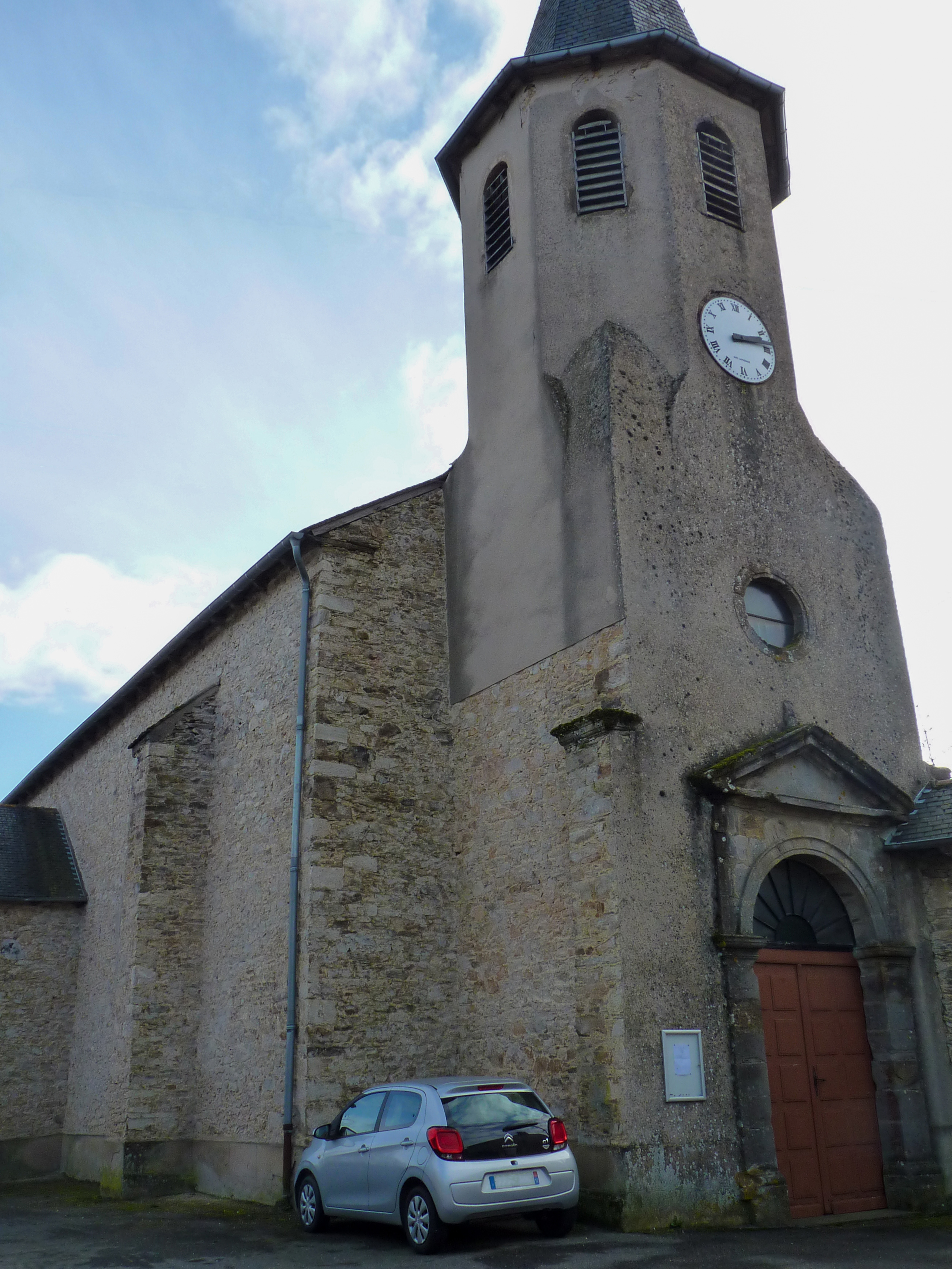
L'église Saint-Amans de Lentin.
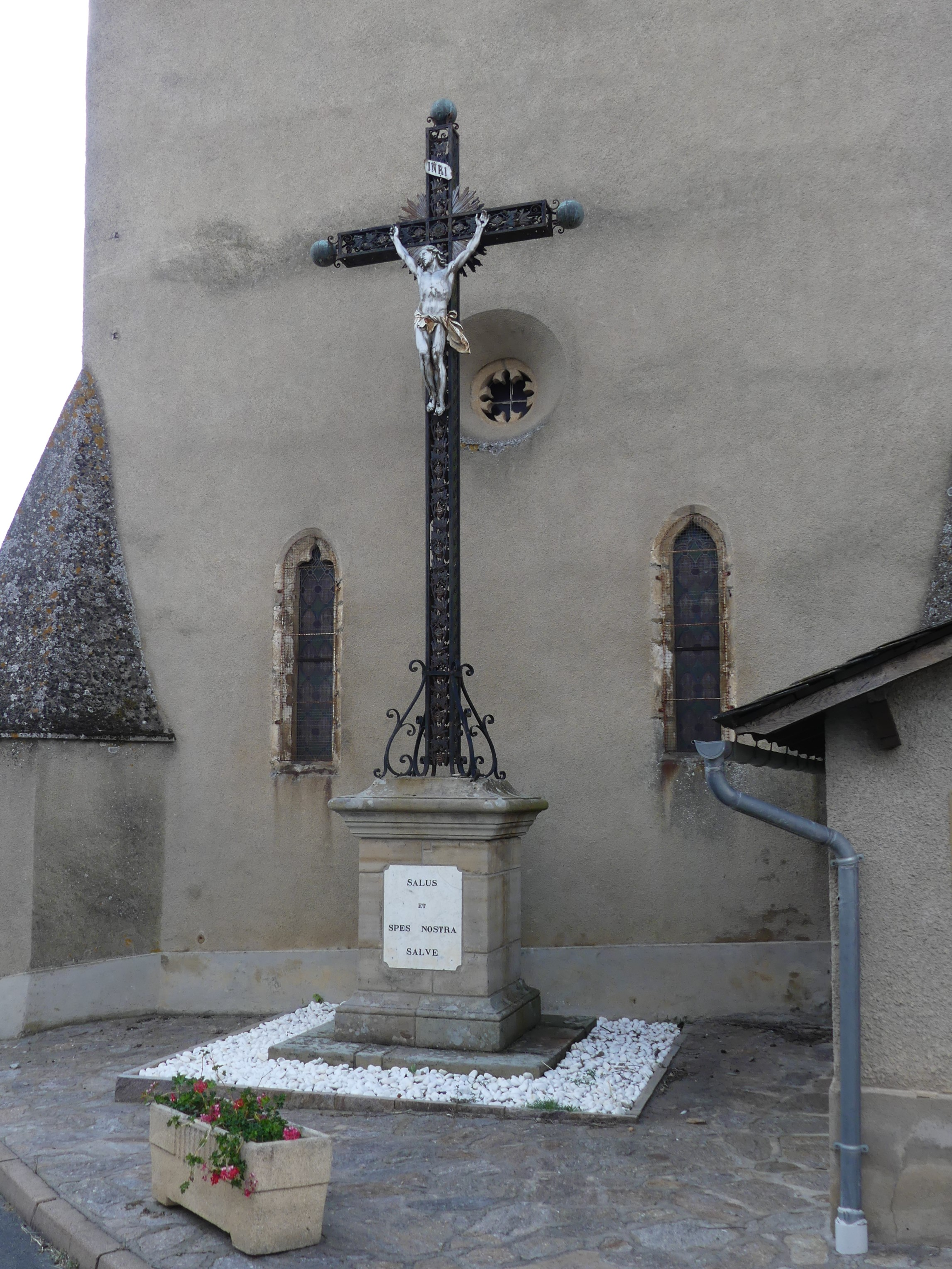
Crucifix au chevet de l'église de Lédergues.

### Héraldique
| Blason de Lédergues | Blason  | Tranché : au 1er taillé d’argent, à un château de sable ouvert du champ et de gueules, à trois fasces ondées d’or, au 2e de gueules, à saint Martin à cheval coupant son manteau pour en donner la moitié à un mendiant assis, le tout d’or, posé sur une plaine arrondie de sinople. |
| Blason de Lédergues | Détails | Le tranché et le taillé symbolisent ensemble comme deux collines, exprimant ainsi l’idée que le terroir de Lédergues est vallonné avec les ruisseaux du Griffou et du Cérou. Saint Martin est le saint patron du village. La plaine arrondie sur laquelle il se tient représente les terres cultivées du village. L’or et le gueules sont les couleurs du Rouergue, province d’appartenance du village. Le triangle d’argent avec le château de sable reprend une partie des armes de la famille de Castelpers, premier co-seigneur de Lédergues. Le blason exact de cette famille est Écartelé au 1er et ‘[Quoi ?] d’argent à un château de trois tours de sable, au 2e d’azur à un sautoir d’or, au 3e d’or à un lion de gueules. La reprise intégrale des armes de famille étant interdite pour les municipalités, il suffit d’en reprendre un ou plusieurs éléments et de les intégrer dans un dessin plus vaste pour respecter les règles. Les trois fasces ondées d’or sur fond de gueules sont la reprise des armes de la famille de Génibrouse, deuxième co-seigneur du village. La remarque concernant les armes de famille est valable ici aussi. Les ornements sont deux gerbes de blé d'or mises en sautoir par la pointe et liées de gueules pour honorer l'activité agricole. Le listel d'argent porte le nom de la commune en lettres majuscules de sable. La couronne de tours dit que l’écu est celui d’une commune ; elle n’a rien à voir avec des fortifications. Le statut officiel du blason reste à déterminer. |